# Китайгородська Віра Микитівна
Віра Микитівна Китайгородська (5 грудня 1961, с. Нагоряни)  — письменниця, журналістка, громадсько-культурна діячка.

## Біографія
Віра Микитівна Китайгородська народилась 5 грудня 1961 року в с. Нагоряни Кельменецького району Чернівецької області. Мама Віри Микитівни, Вікторія Андріївна, була майстринею народної творчості і свій хист, здатність творити прекрасне, передала доньці.
Після закінчення середньої школи Китайгородська поступає на філологічний факультет Чернівецького університету. Ще до закінчення університету підготувала до друку свою першу збірку поезій. По закінченню навчання в університеті працює, як журналіст, в газетах «Будівельник Буковини», «Джерела Буковини», «Молодий буковинець», продовжує писати поезії, друкує прозові, публіцистичні і критичні твори. Водночас займається прикладною творчістю — вишивкою, ткацтвом, колекціонує вишивані і ткацькі зразки буковинських строїв. Формує музейну експозицію прикладного мистецтва Буковини, підготувала до виходу у світ альбом «Буковинське ткацтво. Золотої ниті не згубить».

З 1997 року Китайгородська В. М. редагує обласну газету «Буковинське віче», а з 2003 року — ще й газету для дітей «Дзвіночок».
При редакції газети «Буковинське віче» заснувала «Мистецьку вітальню», де відбуваються виставки, презентації, творчі вечори, зустрічі, конференції митців та науковців, діячів громадсько-політичних і молодіжних організацій. Започаткувала лекційно-просвітницьку програму для учнів та студентів про народні ремесла з участю збирачів народної творчості.
Крім творчої, Віра Микитівна Китайгородська, активно займається громадською і правозахисною діяльністю, її перу належать перші публікації в краї про політичні репресії і голодомор на Буковині.
За поезією Віри Китайгородської створена вистава «Туга за майбутнім. Проста історія», яка поставлена в Чернівецькому українському музично-драматичному театрі імені О.Кобилянської (режисер вистави — Людмила Цісельська).

Китайгородська В. М. член Національної спілки письменників України, член Національної спілки журналістів України. 

## Поетичні здобутки
Віра Микитівна Китайгородська — автор п'яти поетичних збірок:
- Виноградна колиска
- Сонце вночі
- Декаданс
- Ловіння вітру (Чернівці: Місто, 2005)
- Безконечник (Чернівці: Місто, 2009)

## Нагороди
- Лауреат обласної літературної премії імені Д. Загула (2003).
- Лауреат літературно-мистецької премії імені С. Воробкевича (2004).
- Літературна премія «Князь роси» імені Тараса Мельничука (2012).
- Заслужений працівник культури України (2010).